# Tolminkloven
De Tolminkloven (Sloveens: Tolminska korita) zijn kloven ongeveer twee kilometer ten noorden van Tolmin in het noordwesten van Slovenië.
De kloven bevinden zich bij Čadrg bij de rivier Tolminka en Zadlaščica. Hier is ook de brug Hudičev most.